# Дманісі
Дманісі (груз. დმანისი) — місто (з 1981 року) в мхаре Квемо Картлі, Грузія. Лежить на річці Машавера (притока Кури) за 30 км на північний захід від залізничної станції Казреті.

## Клімат
У Дманісі помірно вологий клімат. Зима помірно холодна. Середня температура в січні -2,7 °C. З середини  грудня до кінця березня лежить сніг. Літо помірно  тепле. Середня температура в липні 18,2 °C. Кількість річних опадів — 698 мм. Середня відносна вологість повітря в рік — 73%.

## Історія
Сучасний Дманісі з'явився як село Башкічет (стара назва — Башкечід — у перекладі з азербайджанською означає «головний (гірський) перевал») приблизно за 15 км від покинутого грузинського міста Дманісі. З 1892 по 1896 тут перебував на засланні толстовець Дмитро Хілков. У радянський час став одним з райцентрів Квемо Картлі.
За всесоюзним переписом населення 1989 року в Дманісі проживало 8650 людей.

## Пам'ятки
Поблизу Дманісі, за 10 км на схід, лежать руїни великого середньовічного міста-фортеці Дманісі. Площа городища — до 25 га. Розкопки городища проводилися з 1936 року. Місто в VII–XII ст. було центром арабсько-мусульманської локальної держави Думануського емірату. Місто було особливо значущим перевалочним пунктом на караванних шляхах — вузловим центром одного з відгалужень Великого Шовкового шляху; звідси й тюркська назва Баш-кечіт.
Ім'я міста Думанус згадується в тексті одного з шедеврів світового мистецтва, у зразку усної народної творчості — огузькому народному епосі «Китаби-Деде-Коркут».
У 1991 році в ході розкопок були виявлені останки вимерлого представника гомінід — Homo georgicus — останки перших європейців — Зезві і Мзіі.
На території Дманісі в період верхнього і нижнього пліоцену мешкав нині вимерлий вид страуса — Struthio dmanisensis.
Збереглася трьохцерковна базиліка VI–VII ст., відновлена на початку 18 ст. Виявлено міські стіни, ворота, численні будівлі. Знайдено скарб із 25 золотих і срібних прикрас XII–XIII століть.

## Відомі уродженці
- Маджидов Камандар Бафалійович нар. 1961) — радянський і білоруський борець греко-римського стилю, олімпійський чемпіон, Заслужений майстер спорту СРСР (1984).
- Мансуров Фарід Салман оглу р. 1982) — азербайджанський борець греко-римського стилю, олімпійський чемпіон, дворазовий чемпіон світу.